# Frank Giroud
Frank Giroud (Toulouse, 3 de mayo de 1956-13 de julio de 2018) fue un guionista de cómics francés.

## Biografía
Estudió en la École Nationale des Chartes. Participó en numerosos viajes organizados, lo que le permitió conocer diversos países y culturas. Desde muy joven decidió ser guionista de cómics y se consagró totalmente con el éxito de Louis La Guigne. También fueron reseñables sus incursiones en el mundo de la canción, especialmente con Juliette en su álbum Asesinos sin puñales.